# Tortilla
Tortilla er et fladbrød, som typisk laves af majsmel eller hvedemel.  På spansk betyder "tortilla" en "lille kage". De blev oprindelig lavet af de indfødte folk i Mesoamerica. 
Tortillas lavet med majsmel er den oprindelige type, som stadig er meget populær i Mexico og Mellemamerika. Det mest almindelige mel, som anvendes i dag, er hvedemel.       
For at lave en tortilla skal man bruge mel, salt, vand og olie, som blandes sammen til en smidig dej, der rulles ud og steges på en pande. Man kan købe færdigproducerede tortillas i de fleste danske supermarkeder.

Spansk æggekage med kartoffel kaldes også tortilla